# Ship of Fools (romance)
Ship of Fools, publicado em 1962, é o único romance escrito por Katherine Anne Porter. Conta a história de um grupo de personagens disparatados que velejam do México para a Alemanha a bordo de um navio misto de carga e passageiros, retratando em sátira a ascensão do nazismo e olhando metaforicamente o progresso do mundo na sua «viagem para a Eternidade».
Foi traduzido e publicado em Portugal pela editora Livros do Brasil, com o título A Nave dos Loucos.
Em 1965, foi adaptado ao cinema por Abby Mann. O filme, dirigido por Stanley Kramer, manteve o mesmo título.